# Liste der Biografien/Knj
Liste der Biografien |
Portal Biografien |
Personensuche
# |
A |
B |
C |
D |
E |
F |
G |
H |
I |
J |
K |
L |
M |
N |
O |
P |
Q |
R |
S |
T |
U |
V |
W |
X |
Y |
Z |
?
 
Ka |
Kb |
Kc |
Kd |
Ke |
Kf |
Kg |
Kh |
Ki |
Kj |
Kl |
Km |
Kn |
Ko |
Kp |
Kr |
Ks |
Kt |
Ku |
Kv |
Kw |
Ky |
Kx |
Kz
 
Kna |
Kne |
Kng |
Kni |
Knj |
Kno |
Knu |
Kny
Die Liste der Biografien führt alle Personen auf, die in der deutschsprachigen Wikipedia einen Artikel haben. Dieses ist eine Teilliste mit 6 Einträgen von Personen, deren Namen mit den Buchstaben „Knj“ beginnt.

## Knj

### Knja
- Knjaschnin, Jakow Borissowitsch (1742–1791), russischer Dichter, Dramaturg, Übersetzer
- Knjasew, Igor Wladimirowitsch (* 1983), russischer Eishockeyspieler
- Knjasew, Kirill Leonidowitsch (* 1983), russischer Eishockeyspieler
- Knjasew, Waleri Igorewitsch (* 1992), russischer Eishockeyspieler
- Knjasew, Wiktor (* 1925), sowjetischer Stabhochspringer
- Knjasewa, Olga Nikolajewna (1954–2015), sowjetische Florettfechterin